# Trung tâm Giáo dục và Bảo tàng của Vườn quốc gia Ojców ở Ojców
Trung tâm Giáo dục và Bảo tàng của Vườn quốc gia Ojców ở Ojców, trước đây là Bảo tàng Lịch sử Tự nhiên Władysław Szafer (tiếng Ba Lan: Ekspozycja Przyrodnicza Ojcowskiego Parku Narodowego w Ojcowie, dawniej: Muzeum Przyrodnicze im. Władysława Szafera) là một bảo tàng hoạt động trong Vườn quốc gia Ojców, tọa lạc ở làng Ojców, xã Skała, huyện Krakowski, tỉnh Małopolskie, Ba Lan.

## Lược sử hình thành
Bảo tàng Lịch sử Tự nhiên Władysław Szafer được thành lập vào năm 1965, và trụ sở đầu tiên của Bảo tàng là biệt thự "Jadwiga". Năm 1972, Bảo tàng được chuyển đến tòa nhà nơi trước đây từng là "Hotel pod Łokietkiem". Trong hai năm 1978-1979, bộ sưu tập hiện có của Bảo tàng được mở rộng. Từ năm 2008 đến tháng 1 năm 2010, trụ sở của Bảo tàng được cải tạo, và Bảo tàng mở cửa đón khách tham quan trở lại vào tháng 4 cùng năm. Sau đó, Bảo tàng được đổi tên thành Trung tâm Giáo dục và Bảo tàng của Vườn Quốc gia Ojców.

## Triển lãm
Bộ sưu tập của Bảo tàng hiện đang bao gồm các hiện vật liên quan đến khu vực Thung lũng Prądnik, bao gồm: hệ động thực vật (bao gồm cả các loài thuộc thời tiền sử), địa chất (hang động được tái tạo), thủy văn, khí hậu và các vấn đề bảo vệ môi trường. Ngoài ra, còn có các bộ sưu tập liên quan đến việc định cư của con người ở các khu vực này và các kỷ vật liên quan đến giáo sư Władysław Szafier.

## Giờ mở cửa
Bảo tàng hoạt động quanh năm. Khách tham quan phải trả phí vào cửa.